# سد بني عمران
سد بني عمران أو سد خشنة الجبل هو سد مائي بطول 6 كـم (4 ميل) يقع شرق مدينة بني عمران على وادي يسر بولاية بومرداس الجزائرية. شيد ما بين 24 ماي 1987م و26 فيفري 1990م، ويستعمل أساسا في توفير ماء الشرب وماء الري.

## الوصف
كانت بداية أشغال سد بني عمران بتاريخ 24 ماي 1987م لتدوم ثلاث سنوات أدت إلى استلامه وبداية الخدمة بتاريخ 26 فيفري 1990م.
ويبلغ حجم المياه الممكن تخزينها في «سد بني عمران» قبل التوحل قيمة 15,000,000 م3 (19,619,259 ياردة3).
ويقوم «سد بني عمران» مع سد كدية أسردون تموين سد قدارة بواسطة الضخ.

## المياه
تتميز مياه سد بني عمران بكونها صالحة للشرب ومصدرها هو وادي يسر.
وتتميز هذه المياه المخزنة باحتوائها كمية من المادة العالقة [الفرنسية] يقل تركيز كتلتها عن 2 غرام في اللتر [الإنجليزية].

## المستجمع المائي
تبلغ مساحة المستجمع المائي الذي يمون «سد بني عمران» ما قيمته 3,615 كـم2 (1,396 ميل2).
كما أن الارتفاع المتوسط لهذه المنطقة الرطبة هو 750 م (0.466 ميل).
ويصل قياس هطول المطر [الفرنسية] المتوسط في هذا المستجمع المائي ما قيمته 790 مـم (31 بوصة).
ويصل تدفق المجرى المائي [الفرنسية] المتوسط في وادي يسر وهذا المستجمع المائي ما قيمته 5.8 م3/ث (7.6 ياردة3/ث).
أما بالنسبة لمعامل كروب [الإنجليزية] فيصل إلى قيمة متوسطة تتراوح بين 150 و300.

## الموقع
يقع «سد بني عمران» غير بعيد عن الشريط الساحلي لولاية بومرداس على بعد 20 كلم إلى الجنوب من ميناء زموري، وعلى بعد 4 كلم إلى الغرب من سد بني عمران وعلى بعد 9 كلم إلى الجنوب الشرقي من سد الثنية.
وهذا الموقع الرائع في جبال الخشنة المطلة على الشريط الساحلي والواجهة البحرية الزواوية، يجعل منه موقعا استراتيجيا مقابلا للطريق الوطني رقم 5.
ويقع «سد بني عمران» على بعد 13 كلم إلى الجنوب الشرقي من مدينة بومرداس، ويطل على وادي يسر.
ويوجد هذا السد قرب مرتفعات منطقة القبائل.

## مكتبة الصور

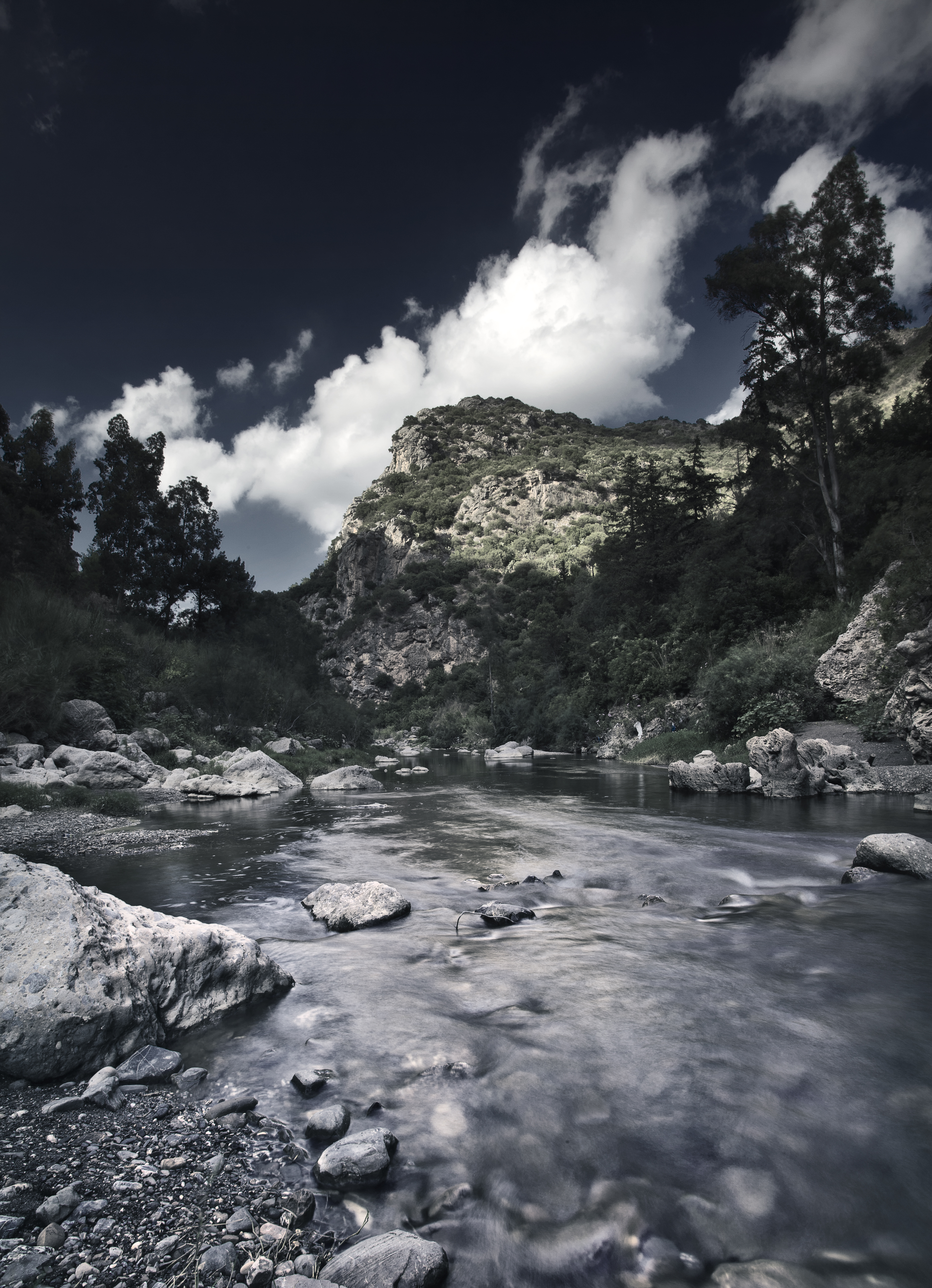
مجرى وادي يسر
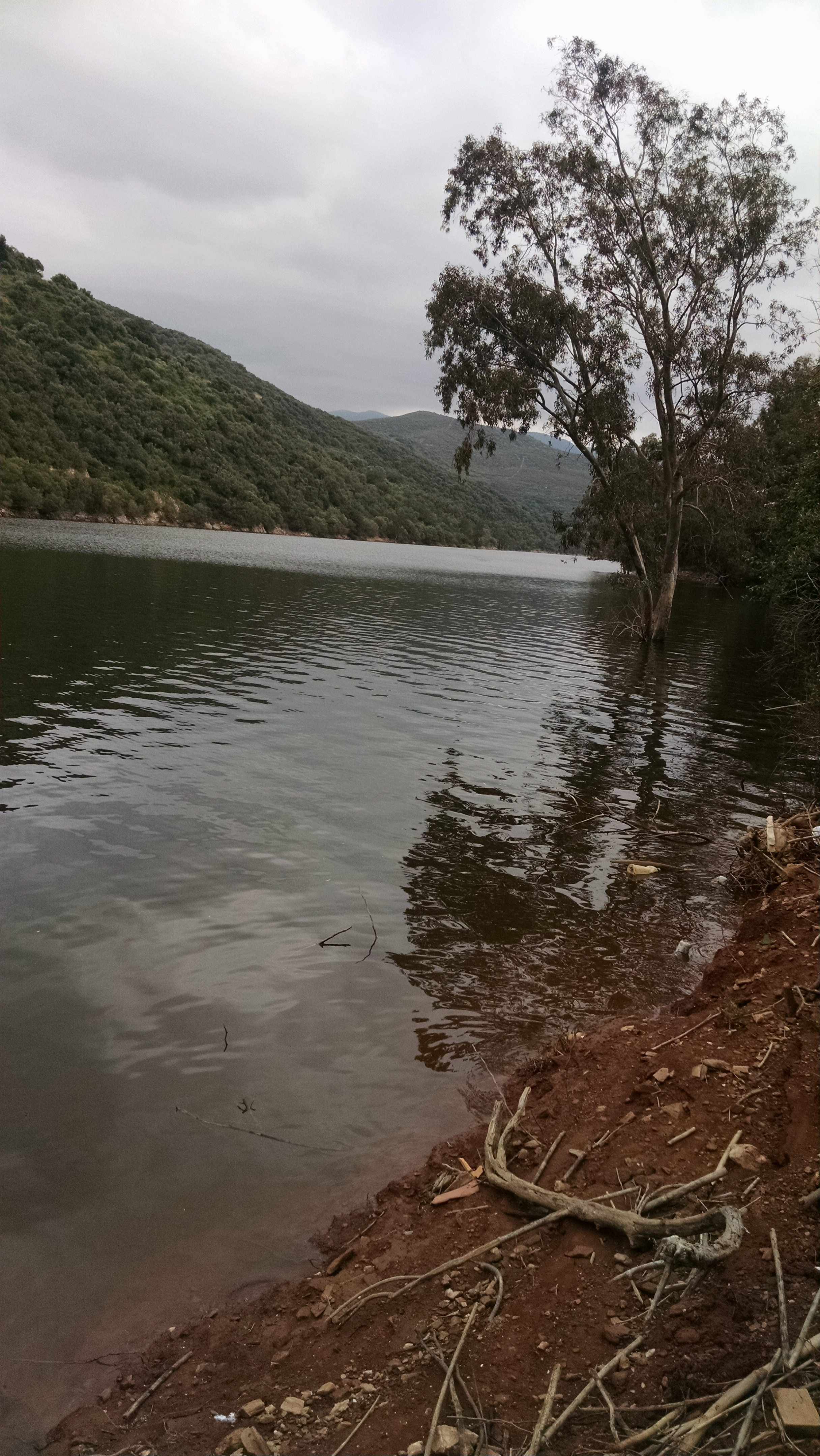
سد بني عمران
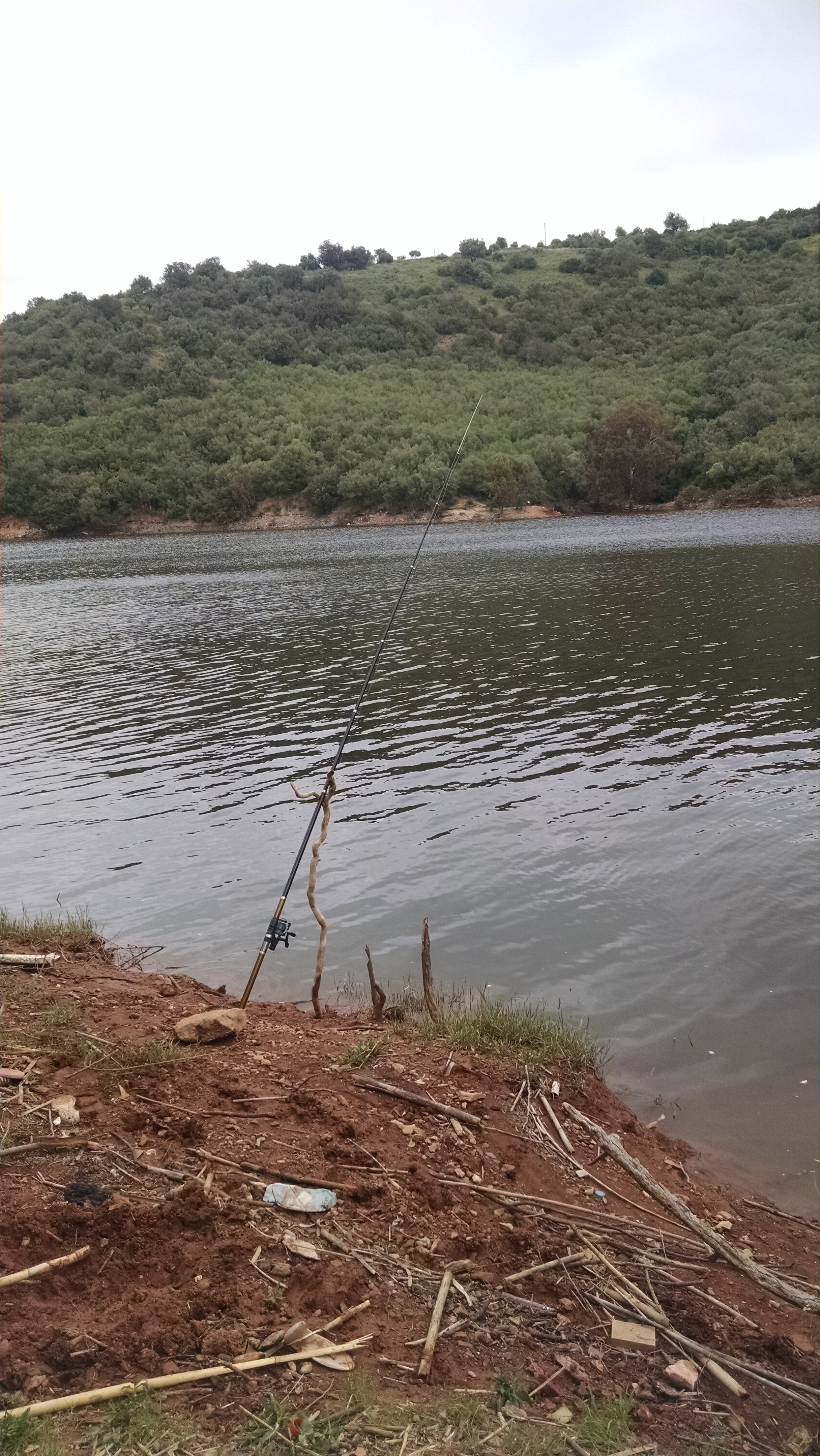
سد بني عمران
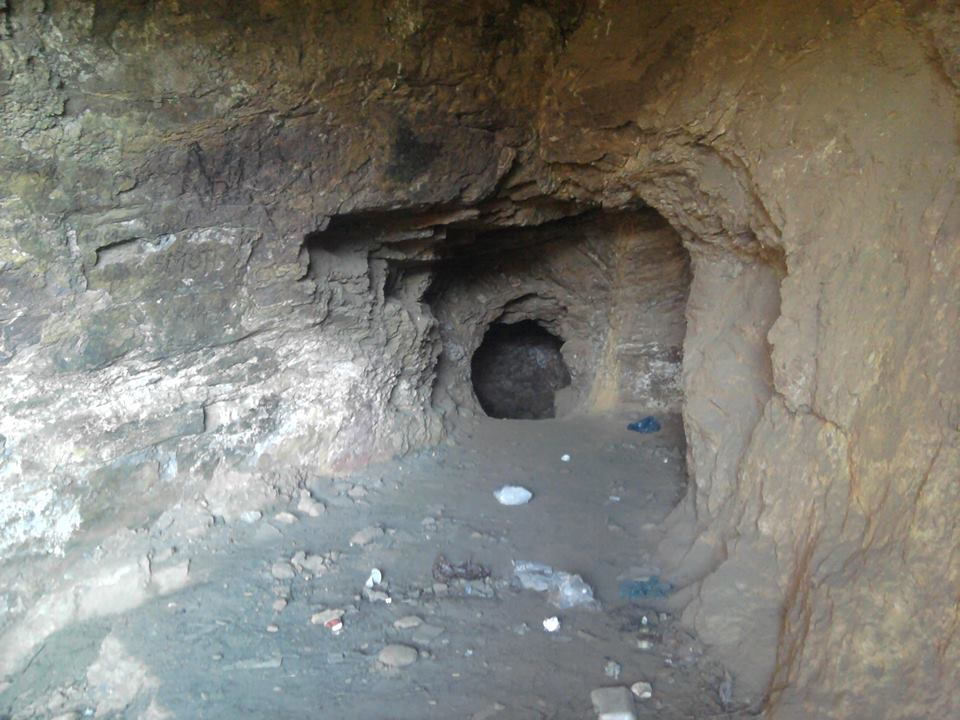
ممرات مغارات سوق الحد
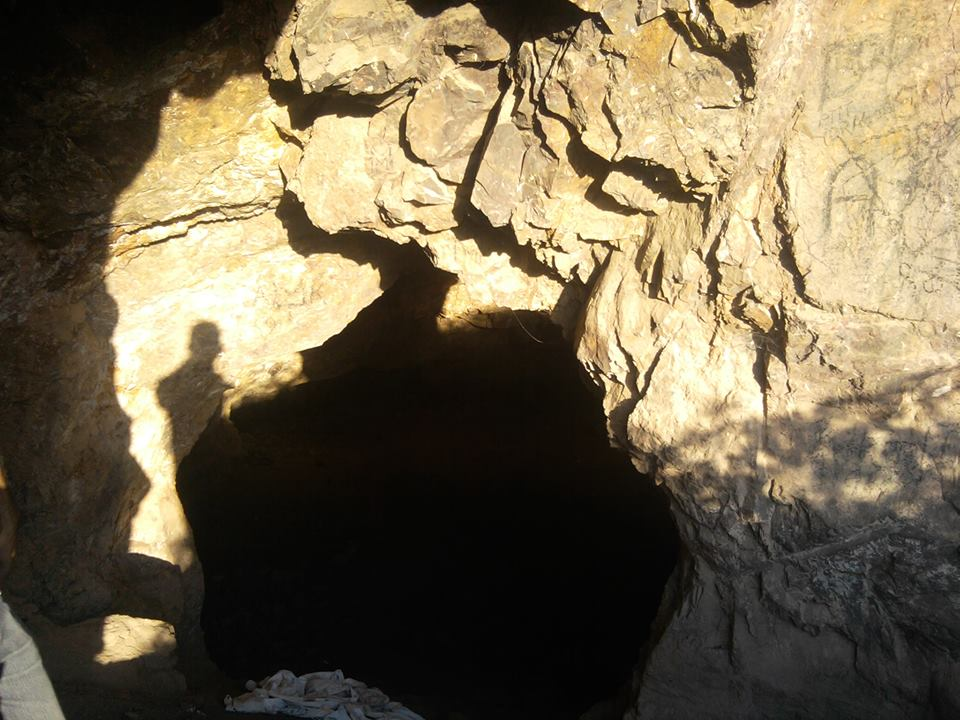
مدخل مغارات سوق الحد
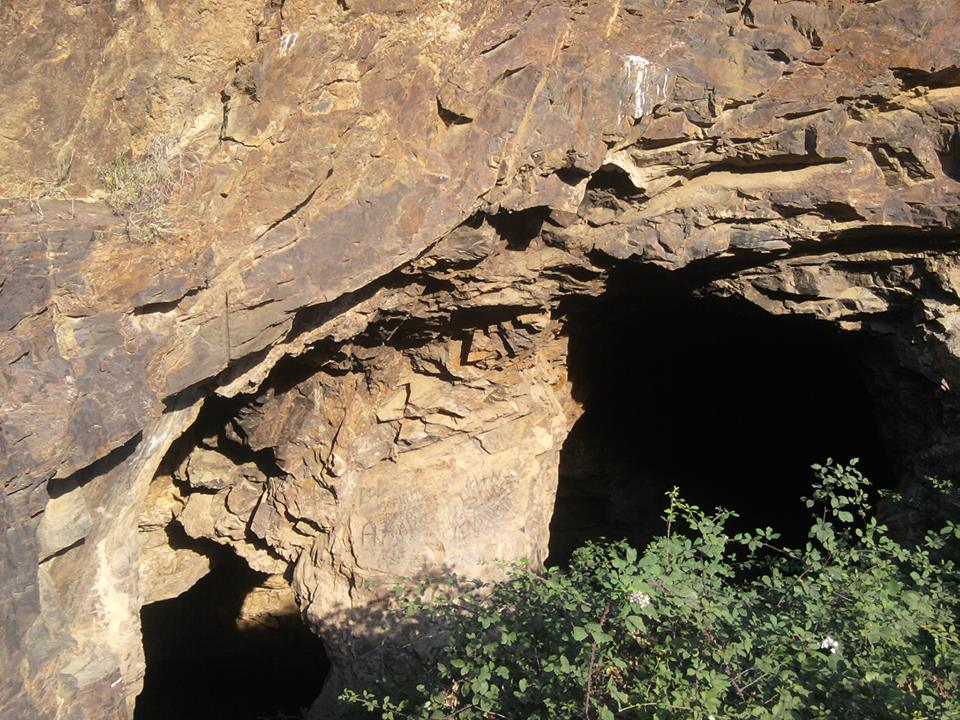
مدخل مغارات سوق الحد
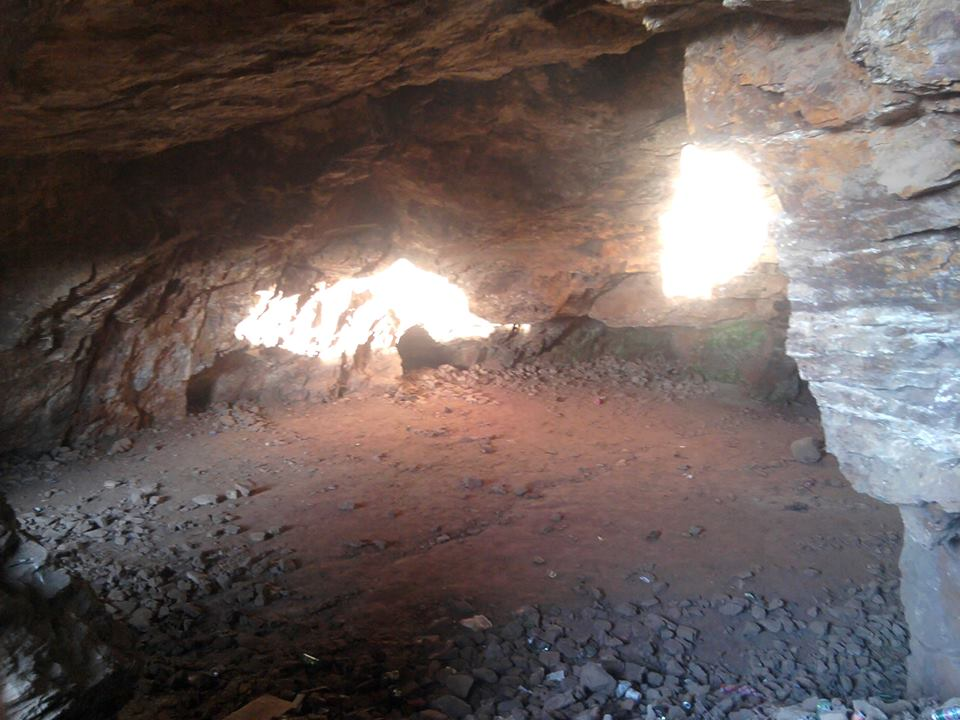
حجرة مغارات سوق الحد
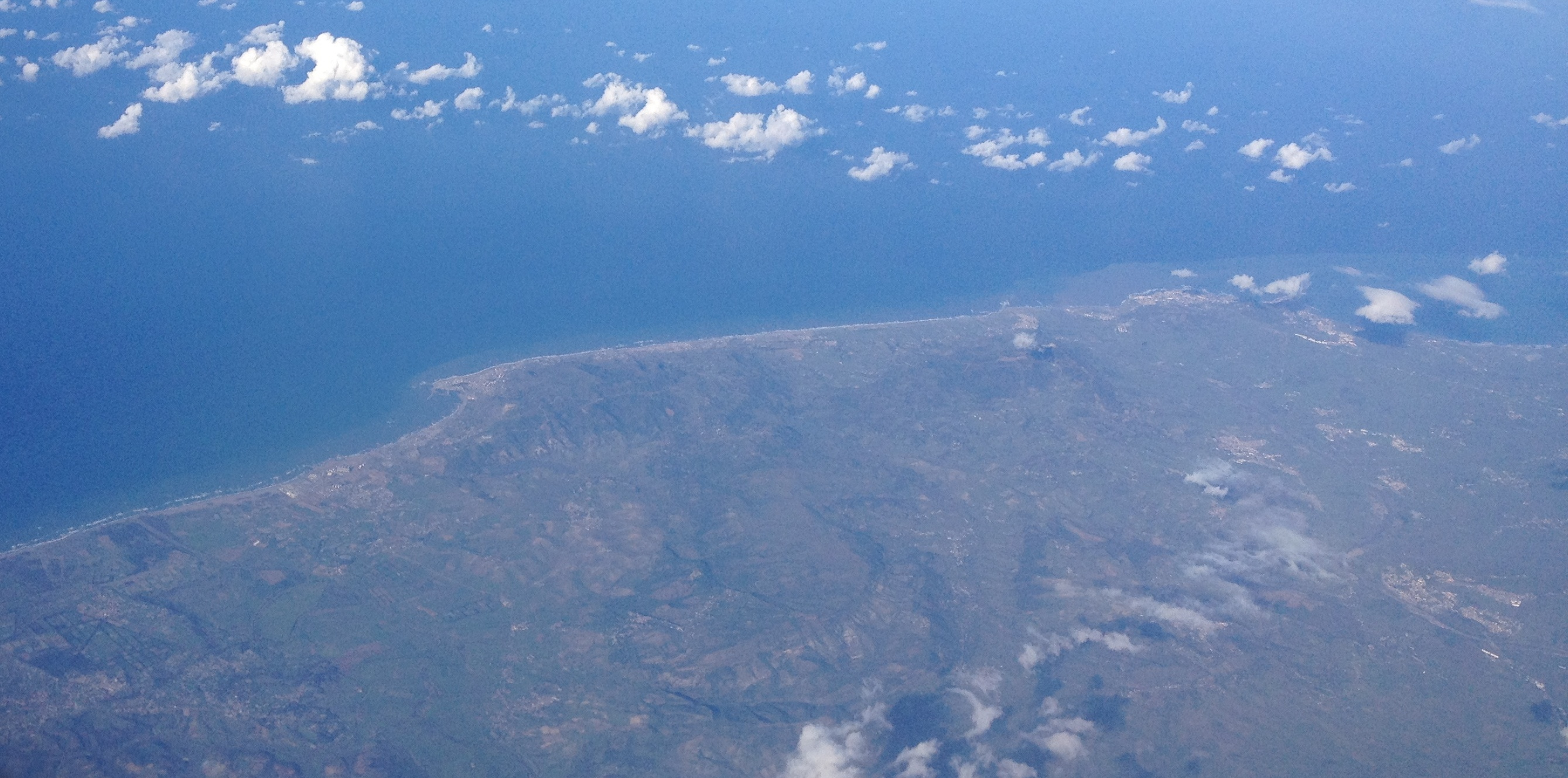
مصب وادي يسر
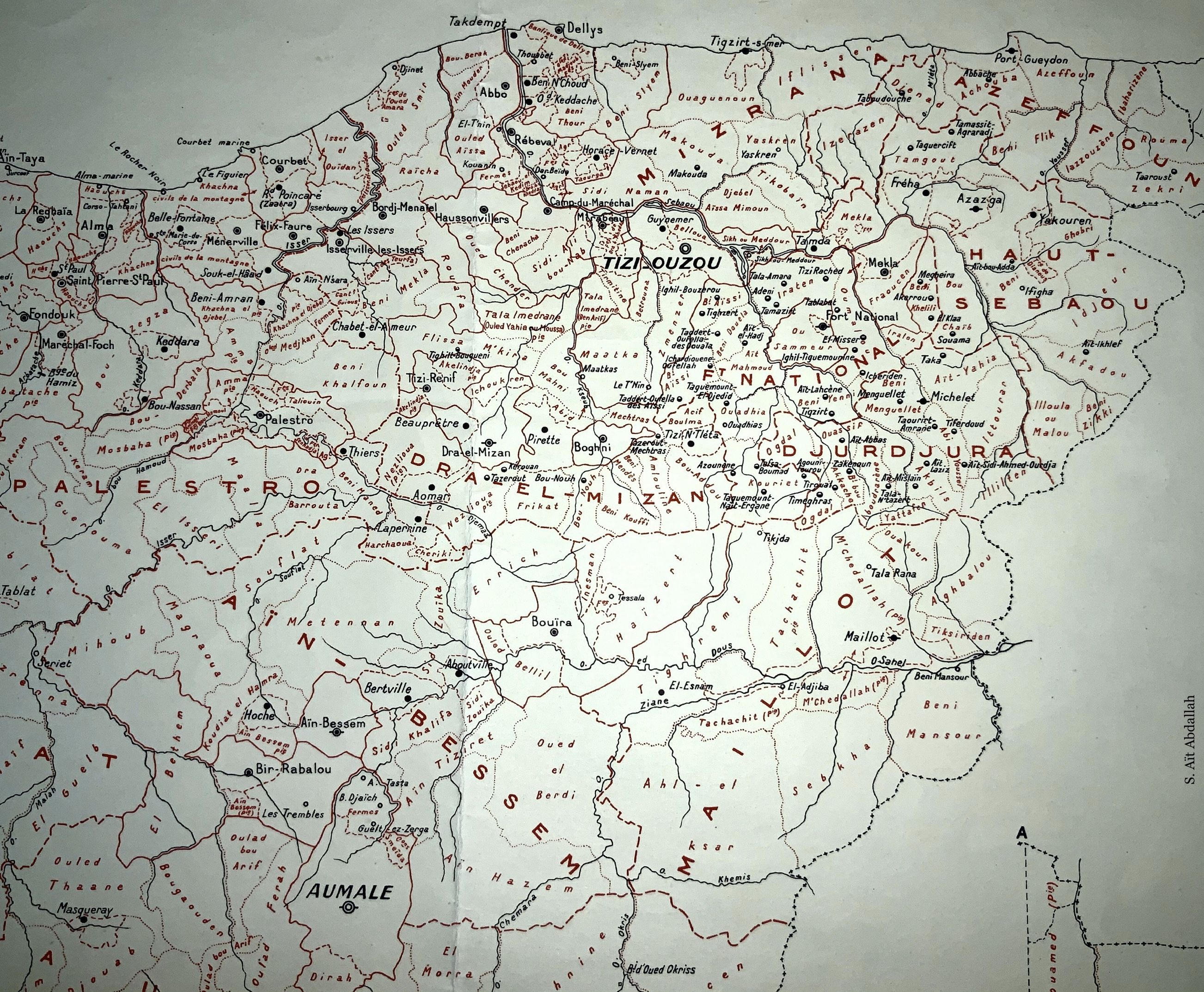
منطقة القبائل